# Campeonato Europeo de Piragüismo en Aguas Tranquilas de 2011
El XIII Campeonato Europeo de Piragüismo en Aguas Tranquilas se celebró en Belgrado (Serbia) entre el 17 y el 19 de junio de 2011 bajo la organización de la Asociación Europea de Piragüismo (ECA) y la Federación Serbia de Piragüismo.
Las competiciones se realizaron en el canal de piragüismo ubicado en el lago Sava, un entrante del río homónimo, enfrente de la isla conocida como Ada Ciganlija.

## Medallistas

### Masculino
| Evento            | Oro                                                                            | Plata | Bronce                                                                                           |
| ----------------- | ------------------------------------------------------------------------------ | --- | ------------------------------------------------------------------------------------------------ |
| K1 200 m (19.06)  | Piotr Siemionowski · Polonia · 35,418 s                                        | Péter Molnár · Hungría · 35,460 s                                                                              | Edward McKeever Reino Unido 35,538 s                                                             |
| K2 200 m (19.06)  | Liam Heath Jonathan Schofield Reino Unido 32,487                               | Vadzim Majneu · Raman Piatrushenka · Bielorrusia · 32,775                                                      | Anders Svensson · Christian Svanqvist · Suecia · 32,793                                          |
| K1 500 m (19.06)  | Yuri Postrigai · Rusia · 1:39,418                                              | Anders Gustafsson · Suecia · 1:39,532                                                                          | Kasper Bleibach Dinamarca 1:39,550                                                               |
| K2 500 m (19.06)  | Vadzim Majneu · Raman Piatrushenka · Bielorrusia · 1:30,355                    | Erik Vlček · Peter Gelle · Eslovaquia · 1:30,601                                                               | João Ribeiro Emanuel Silva Portugal 1:30,739                                                     |
| K1 1000 m (18.06) | Max Hoff · Alemania · 3:22,485                                                 | Aleh Yurenia · Bielorrusia · 3:25,029                                                                          | Fernando Pimenta Portugal 3:25,881                                                               |
| K2 1000 m (18.06) | Andreas Ihle · Martin Hollstein · Alemania · 3:07,095                          | Vitali Yurchenko · Vasili Pogreban · Rusia · 3:07,827                                                          | Roland Kökény · Rudolf Dombi · Hungría · 3:08,205                                                |
| K4 1000 m (18.06) | Fernando Pimenta João Ribeiro Emanuel Silva David Fernandes Portugal 2:49,618  | Max Hoff · Marcus Groß · Norman Bröckl · Robert Gleinert · Alemania · 2:49,960                                 | Petruș Gavrilă · Ștefan Vasile · Toni Ioneticu · Traian Neagu · Rumania · 2:50,056               |
| K1 5000 m (19.06) | Aleh Yurenia · Bielorrusia · 20:45,612                                         | Eirik Verås Larsen · Noruega · 20:45,966                                                                       | René Holten Poulsen Dinamarca 21:04,908                                                          |
| C1 200 m (19.06)  | Valentin Demianenko Azerbaiyán 39,855                                          | Alfonso Benavides · España · 40,047                                                                            | Yuri Cheban · Ucrania · 40,161                                                                   |
| C2 200 m (19.06)  | Raimundas Labuckas · Tomas Gadeikis · Lituania · 37,416                        | Aliaxandr Vauchetski · Dzmitri Rabchanka · Bielorrusia · 37,866                                                | Attila Bozsik · Gábor Horváth · Hungría · 37,914                                                 |
| C1 500 m (19.06)  | Valentin Demianenko Azerbaiyán 1:50,681                                        | Paweł Baraszkiewicz · Polonia · 1:50,693                                                                       | Dzianis Harazha · Bielorrusia · 1:50,939                                                         |
| C2 500 m (19.06)  | Victor Mihalachi · Alexandru Dumitrescu · Rumania · 1:41,641                   | Maksim Prokopenko Sergey Bezuqlıy Azerbaiyán 1:41,689                                                          | Mariusz Kruk · Roman Rynkiewicz · Polonia · 1:41,959                                             |
| C1 1000 m (18.06) | Sebastian Brendel · Alemania · 3:47,155                                        | Iosif Chirilă · Rumania · 3:49,645                                                                             | José Luis Bouza · España · 3:50,065                                                              |
| C2 1000 m (18.06) | Alexei Korovashkov · Ilia Pervujin · Rusia · 3:28,584                          | Andrei Bahdanovich · Aliaxandr Bahdanovich · Bielorrusia · 3:28,614                                            | Victor Mihalachi · Alexandru Dumitrescu · Rumania · 3:28,818                                     |
| C4 1000 m (18.06) | Márton Tóth · Mátyás Sáfrán · Mihály Sáfrán · Róbert Mike · Hungría · 3:16,042 | Dzmitri Rabchanka · Andrei Bahdanovich · Aliaxandr Bahdanovich · Aliaxandr Vauchetski · Bielorrusia · 3:16,270 | Ivan Kuznetsov · Rasul Ishmujamedov · Kiril Shamshurin · Vladimir Chernyshkov · Rusia · 3:16,528 |
| C1 5000 m (19.06) | Sebastian Brendel · Alemania · 24:07,383                                       | José Luis Bouza · España · 24:15,819                                                                           | Lukáš Koranda · República Checa · 24:28,725                                                      |

### Femenino
| Evento            | Oro                                                                                         | Plata                                                                             | Bronce                                                                                  |
| ----------------- | ------------------------------------------------------------------------------------------- | --------------------------------------------------------------------------------- | --------------------------------------------------------------------------------------- |
| K1 200 m (19.06)  | Natalia Lobova · Rusia · 40,120 s                                                           | María Teresa Portela · España · 40,282 s                                          | Teresa Portela Portugal 40,300 s                                                        |
| K2 200 m (19.06)  | Danuta Kozák · Katalin Kovács · Hungría · 37,820                                            | Tina Dietze · Franziska Weber · Alemania · 38,036                                 | Volha Judzenka · Maryna Pautaran · Bielorrusia · 38,300                                 |
| K1 500 m (19.06)  | Danuta Kozák · Hungría · 1:51,552                                                           | Inna Osypenko-Radomska · Ucrania · 1:53,154                                       | Ewelina Wojnarowska · Polonia · 1:54,204                                                |
| K2 500 m (19.06)  | Tamara Csipes · Katalin Kovács · Hungría · 1:40,207                                         | Beata Mikołajczyk · Aneta Konieczna · Polonia · 1:40,339                          | Anastasiya Sergueyeva · Yuliana Salajova · Rusia · 1:41,671                             |
| K4 500 m (19.06)  | Iryna Pamialova · Nadzeya Papok · Volha Judzenka · Maryna Pautaran · Bielorrusia · 1:33,088 | Gabriella Szabó · Anna Kárász · Dalma Benedek · Danuta Kozák · Hungría · 1:34,006 | Tina Dietze · Silke Hörmann · Franziska Weber · Carolin Leonhardt · Alemania · 1:34,834 |
| K1 1000 m (18.06) | Katalin Kovács · Hungría · 3:55,232                                                         | Antonija Nađ Serbia 3:57,716                                                      | Edyta Dzieniszewska · Polonia · 4:02,732                                                |
| K2 1000 m (18.06) | Tamara Csipes · Gabriella Szabó · Hungría · 3:31,741                                        | Franziska Weber · Tina Dietze · Alemania · 3:32,629                               | Anastasiya Sergueyeva · Yuliana Salajova · Rusia · 3:34,927                             |
| K1 5000 m (19.06) | Maryna Pautaran · Bielorrusia · 23:12,661                                                   | Lani Belcher Reino Unido 23:21,415                                                | Liudmila Halushko · Ucrania · 23:28,315                                                 |
| C1 200 m (19.06)  | Mariya Kazakova · Rusia · 50,455                                                            | Lydia Weber · Alemania · 52,999                                                   | Katsiaryna Herasimenka · Bielorrusia · 53,275                                           |
| C2 500 m (19.06)  | Katsiaryna Herasimenka · Sviatlana Tulupava · Bielorrusia · 2:10,264                        | Kincső Takács · Dorina Obermayer · Hungría · 2:11,884                             | Vera Bardak · Anastasiya Ganina · Rusia · 2:14,554                                      |

## Medallero
| Núm. | País            | Oro | Plata | Bronce | Total |
| ---- | --------------- | --- | ----- | ------ | ----- |
| 1    | Hungría         | 6   | 3     | 2      | 12    |
| 2    | Bielorrusia     | 5   | 5     | 3      | 13    |
| 3    | Alemania        | 4   | 4     | 1      | 9     |
| 4    | Rusia           | 4   | 1     | 4      | 9     |
| 5    | Azerbaiyán      | 2   | 1     | 0      | 3     |
| 6    | Polonia         | 1   | 2     | 3      | 6     |
| 7    | Rumania         | 1   | 1     | 2      | 4     |
| 8    | Reino Unido     | 1   | 1     | 1      | 3     |
| 9    | Portugal        | 1   | 0     | 3      | 4     |
| 10   | Lituania        | 1   | 0     | 0      | 1     |
| 11   | España          | 0   | 3     | 1      | 4     |
| 12   | Ucrania         | 0   | 1     | 2      | 3     |
| 13   | Suecia          | 0   | 1     | 1      | 2     |
| 14   | Eslovaquia      | 0   | 1     | 0      | 1     |
| 14   | Noruega         | 0   | 1     | 0      | 1     |
| 14   | Serbia          | 0   | 1     | 0      | 1     |
| 17   | Dinamarca       | 0   | 0     | 2      | 2     |
| 18   | República Checa | 0   | 0     | 1      | 1     |
|      | TOTAL           | 26  | 26    | 26     | 78    |